# Unione Sportiva Bellagina
L'Unione Sportiva Bellagina è l'unica società polisportiva di Bellagio, in provincia di Como. È stata fondata il 14 giugno 1908. Nel 1988 alla società è stata conferita la Stella d'oro al Merito Sportivo.
Il canottaggio, praticato a San Giovanni presso la Canottieri Bellagio, ha assicurato con le sue varie discipline i maggiori successi alla polisportiva. Vi è inoltre una squadra di calcio, con una formazione maggiore che dal 1946 disputa campionati dilettantistici lombardi e alcune formazioni giovanili.

## Sezione canottaggio
| CAMPIONE DEL MONDO | CAMPIONE DEL MONDO | CAMPIONE DEL MONDO       |
| Anno               | Campionato         | Specialità               |
| ------------------ | ------------------ | ------------------------ |
| 1986               | Nottingham         | Doppio Ass.M.            |
| 1987               | Copenaghen         | Doppio P.L.M.            |
| 1988               | Milano             | Doppio P.L.M.            |
| 1999               | St. Catharines     | Quattro di coppia P.L.M. |
| 2005               | Amsterdam          | Doppio Under 23 F        |

Nel canottaggio, diversi atleti della società sono divenuti campioni del mondo:
- Alberto Belgeri e Igor Pescialli, Nottingham, 1986, Doppio Ass.M.
- Enrico Gandola, Copenaghen, 1987, Doppio P.L.M.
- Enrico Gandola, Milano, 1988, Doppio P.L.M.
- Franco Sancassani
- Daniele Gilardoni, St. Catharines, 1999, Quattro di Coppia P.L.M.
- Elisabetta Sancassani, Amsterdam, 2005, Doppio Under 23 F.
- Gabriel Soares

## Sezione calcio
L'attività calcistica iniziò nel 1919 quando, sotto la presidenza di Oreste Sampietro, la società acquistò il suo primo campo di calcio vicino alle Scuole Comunali allora in fase di costruzione. Il campo non era di dimensioni tali da poter permettere l'affiliazione alla F.I.G.C. e per molti anni la squadra disputò solo gare amichevoli con società in ambito U.L.I.C..
Fu solo in seguito, nel 1945 grazie al presidente Ambrogio Bifolco già segretario e cassiere dal 1908, che si trovarono i fondi per l'acquisto di un campo regolamentare e la Bellagina si iscrisse ai campionati regionali. Con l'occasione venne acquistata una muta di maglie da rugby a righe orizzontali nere e gialle, pantaloncini neri e calzettoni giallo-neri, che diventò la divisa ufficiale della società.
Sino al 1958-1959 la squadra ha disputato i campionati lombardi di prima e seconda divisione. In seguito, sino al 2003-2004, ha partecipato sempre alla seconda e terza categoria, con l'eccezione del campionato 1987-1988 nel quale fece il proprio esordio in prima categoria.
Nella stagione 2004-2005, vince il campionato di Seconda Categoria e sale in Prima Categoria, dove rimane per 2 stagioni. Dopo la retrocessione (2006/2007), l'anno dopo (2007/2008), i gialloneri conquistano di nuovo la Prima Categoria, tramite i play-off, rimanendoci per 2 stagioni. Dal 2011/2012 gioca il campionato di Seconda Categoria. Dopo 9 anni, nella stagione 2019/2020, conquista di nuovo il campionato di Seconda categoria girone H salendo in Prima categoria girone D.
Dal 2005 la società è stata denominata Unione Sportiva Bellagina Associazione Dilettantistica. L'attuale impianto casalingo è lo stadio "Generale Carlo Montù" di Bellagio, con circa 1000 posti.
Tra i calciatori distintisi nella storia della compagine bellagina vi sono Eugenio Bruschini e Glauco Gilardoni.